# Saint-Germain-de-Grave
Saint-Germain-de-Grave is een gemeente in het Franse departement Gironde (regio Nouvelle-Aquitaine) en telt 158 inwoners (2005). De plaats maakt deel uit van het arrondissement Langon.

## Geografie
De oppervlakte van Saint-Germain-de-Grave bedraagt 6,0 km², de bevolkingsdichtheid is 26,3 inwoners per km².
De onderstaande kaart toont de ligging van Saint-Germain-de-Grave met de belangrijkste infrastructuur en aangrenzende gemeenten.

## Demografie
Onderstaande figuur toont het verloop van het inwonertal (bron: INSEE-tellingen).

1. ↑  Populations de référence 2022.